# Daisy Head
Daisy Head (Fulham, Londres; 17 de marzo de 1991) es una actriz británica, conocida por interpretar a Amy Stevenson en la serie de la BBC One The  Syndicate, y a Grace Atwood en la serie Freeform Guilt.

## Biografía
Es la hija menor del actor Anthony Head y de Sarah Fisher, la hermana de Emily Head y la sobrina de Murray Head. Se formó en la Escuela de Danza Dorothy Colbourne.
Su primer papel fue cuando apareció junto a su padre en la serie Rose and Maloney. Posteriormente ha aparecido en varios programas de televisión, incluidos Trial and Retribution, Doc Martin y Holby City. En 2010, hizo su debut cinematográfico interpretando a Chloe Chambers en The Last Seven, junto a Danny Dyer y más tarde ese mismo año interpretó a Daisy en la película musical de CBBC Rules of Love junto al futuro líder de Rixton, Jake Roche. En 2016, interpretó a Arriane Alter en la película de fantasía romántica británica/australiana/estadounidense Fallen así como en la película Underworld: Blood Wars como Alexia. En noviembre de 2015, se anunció que Head asumirá el papel principal de Grace en la serie dramática de Freeform Guilt sobre una estudiante estadounidense en Londres cuya compañera de cuarto es asesinada. La serie concluyó después de 10 episodios. Se ha confirmado que protagonizará el próximo piloto de televisión A Midsummer’s Nightmare junto a Casey Deidrick. En mayo de 2017, se anunció que protagonizaría junto a Daisy Ridley la película Ophelia. En julio de 2017, se anunció que Head había sido elegida para un papel recurrente en el nuevo drama de ITV Girlfriends que se emitió en 2018.

## Filmografía

### Cine
| Año  | Título                                  | Papel          | Notas        |
| ---- | --------------------------------------- | -------------- | ------------ |
| 2010 | The Last Seven                          | Chloe Chambers |              |
| 2014 | Heart of Lightness                      | Bolette        |              |
| 2016 | Fallen                                  | Arriane Alter  |              |
| 2016 | Underworld: Blood Wars                  | Alexia         |              |
| 2018 | Ophelia                                 | Christina      |              |
| 2019 | The Ninth                               | Olivia Reed    |              |
| 2019 | Exit Eve                                | Claire         | Cortometraje |
| 2021 | Wrong Turn                              | Edith          |              |
| 2023 | Dungeons & Dragons: Honor Among Thieves | Sofina         |              |

### Televisión
| Año  | Título                  | Papel           | Notas                          |
| ---- | ----------------------- | --------------- | ------------------------------ |
| 2004 | Feather Boy             | Kate Barber     | 6 episodios                    |
| 2005 | Rose and Maloney        | Daniella Terry  | Episodio: "Some Fine Day"      |
| 2005 | Trial & Retribution     | Naomi Franke    | Episodio: "The Lovers: Part 1" |
| 2005 | Patrick's Planet        | Christina       | 13 episodios                   |
| 2007 | Doc Martin              | Mandie Jordan   | Episodio: "Movement"           |
| 2010 | Holby City              | Miri Gellert    | 2 episodios                    |
| 2010 | Rules of Love           | Daisy           | Película para televisión       |
| 2011 | Doctors                 | Victoria Liston | Episodio: "Quarantine"         |
| 2012 | Endeavour               | Jenny Crisp     | Episodio: "Pilot"              |
| 2012 | The Proxy               | Sarah           | 8 episodios                    |
| 2013 | When Calls the Heart    | Julie Thatcher  | Película para televisión       |
| 2015 | Suspects                | Emily Perkins   | Episodio: "Connections"        |
| 2015 | The Syndicate           | Amy Stevenson   | Elenco principal               |
| 2016 | Guilt                   | Grace Atwood    | Elenco principal               |
| 2017 | A Midsummer's Nightmare | Elena           |                                |
| 2018 | Girlfriends             | Ruby            |                                |
| 2019 | Harlots                 | Kate Bottomley  |                                |
| 2021 | Sombra y hueso          | Genya Safin     |                                |